# Nijewier
Nijewier (niederländisch Niawier) ist ein Dorf in der Gemeinde Noardeast-Fryslân in der niederländischen Provinz Friesland. Es befindet sich nordöstlich von Dokkum und hat 370 Einwohner (Stand: 1. Januar 2024).

## Geschichte
Der niederländische Name des Dorfes Niawier bezeichnete eine neue (nieuwe) Erhöhung (wier). Mit der Erhöhung war die Warft gemeint, welche zum Schutz vor Fluten und Überschwemmungen aufgeschüttet wurde. Diese Warft ist im Hochmittelalter von dem ehemaligen Zisterzienserkloster Sion, das ein Schwesterkloster vom Kloster Klaarkamp war, errichtet worden. Es war eines der reichsten Kloster Frieslands. Doch befindet sich an der Stelle des ehemaligen Klosters heute ein Wohngebäude. 
Bei Bauarbeiten wurde 1972 eine Vielzahl von Silbermünzen aus der Zeit von 1562 bis 1568 gefunden. Einige dieser Münzen wurden in Groningen und einige in Brügge hergestellt. Da sich auf einigen dieser Münzen das Stadtwappen von Groningen und auf anderen die Abbildung von Philipp II. befindet, konnte die Herkunft der Münzen ermittelt werden.